# Ismet Godinjak
Ismet Godinjak (ur. 17 marca 1973 w Sarajewie) – bośniacki niepełnosprawny siatkarz, multimedalista paraolimpijski.
Członek reprezentacji narodowej od 1995 roku. Wielokrotnie stał na podium mistrzostw świata i Europy (m.in. mistrz świata z lat 2002 i 2006, a także mistrz Europy z lat 1999, 2001, 2003, 2009 i 2013). W latach 2000–2021 sześciokrotnie zdobył medal igrzysk paraolimpijskich, w tym dwukrotnie złoty (2004, 2012), trzykrotnie srebrny (2000, 2008, 2016) i jednokrotnie brązowy (2021). Do 2019 roku zagrał w 148 meczach reprezentacji Bośni i Hercegowiny.
W 2017 roku został wyróżniony tytułem wybitnego sportowca klasy międzynarodowej przez ministerstwo spraw cywilnych.